# Osvaldo Pisoni
Oswaldo Pisoni, conhecido por Oswaldo Topete (Rebouças, 18 de junho de 1926 - Americana, 13 de junho de 2016), foi um ex-futebolista e dentista brasileiro que atuava como goleiro.
Considerado um dos grandes goleiros da história do Futebol Paulista, Oswaldo Topete ficou conhecido por sofrer o primeiro gol da história do Estádio do Maracanã, na vitória da Seleção Paulista 3x1 sobre a Seleção Carioca, na inauguração do estádio.

## Historia
Formado em Odontologia pela USP, Oswaldo Pisoni nasceu em uma família historicamente relacionada com os esportes. Seu avô materno, Emilio Leon Brambilla, foi professor de luta greco-romana. O pai, Aristides Pisoni, jogou pelo Rio Branco nos primeiros anos da década de 20, conquistando o bicampeonato do interior, em 1922 e 23. O irmão, Athos Pisoni, era atirador. No Jogos Pan-Americanos de 1975, no México, o atirador quebrou 199 dos 200 pratos lançados, bateu recorde e conquistou a terceira, das oito medalhas de ouro do Brasil.
Começou a jogar futebol no colégio Liceu de Campinas, como centroavante e depois permaneceu como goleiro. O bom desempenho logo despertou o interesse dos representantes do Guanabara, uma conceituada equipe do cenário amador da região de Campinas. Por clubes, começou no Rio Branco, de Americana, cidade em que morou desde criança, em 1945, ainda como amador.
Em seguida, foi defender o Ypiranga, seu time do coração, pelo qual começou a jogar profissionalmente. Foi determinante na conquista do Torneio Início do campeonato paulista de 1948 e 1950.
Foi o primeiro goleiro a levar um gol no Maracanã, no jogo de inauguração oficial do estádio, em 17 de junho de 1950, quando defendia a Seleção Paulista na vitória sobre a Seleção Carioca por 3 a 1. O gol de Didi, anotado para a seleção local, foi o gol histórico e único gol dos cariocas. Os gols paulistas foram anotados pelo argentino Ponce de Leon e pelo brasileiro Augusto.
Em 1951, foi contratado pelo Bangu e foi vice-campeão carioca naquele mesmo ano.
Depois do Bangu, ainda com os direitos federativos ainda presos ao clube, o goleiro ainda acumulou rápidas passagens por Velo Clube e, com o passe livre, no Palmeiras no retorno à São Paulo.
Em 1955, foi defender o Santos FC por três anos, sendo bicampeão paulista logo nas duas primeiras temporadas, na reserva de Manga.
Seguiu para a Portuguesa de Desportos, clube em que encerrou a carreira.
Quando largou o futebol, se dedicou exclusivamente à profissão de dentista.
Sua trajetória foi tema do documentário produzido pelos jornalistas Alex Ferreira, Fredy Michel, Leandro Lessa e Sergio Ricardo em 2006, como conclusão do curso da PUC de Campinas.

## Títulos
Ypiranga
- Torneio Início: 1948 e 1950

Bangu
- Torneio Início do Rio-São Paulo: 1951

Santos
- Campeonato Paulista: 1955[10] e 1956[11]